# Xenostega rimosaria
Xenostega rimosaria là một loài bướm đêm trong họ Geometridae.